# Thyreus oxaspis
Thyreus oxaspis är en biart som först beskrevs av Cockerell 1936.  Thyreus oxaspis ingår i släktet Thyreus och familjen långtungebin. Inga underarter finns listade i Catalogue of Life.